# Jean-Pierre Vibert
Pour les articles homonymes, voir Vibert.

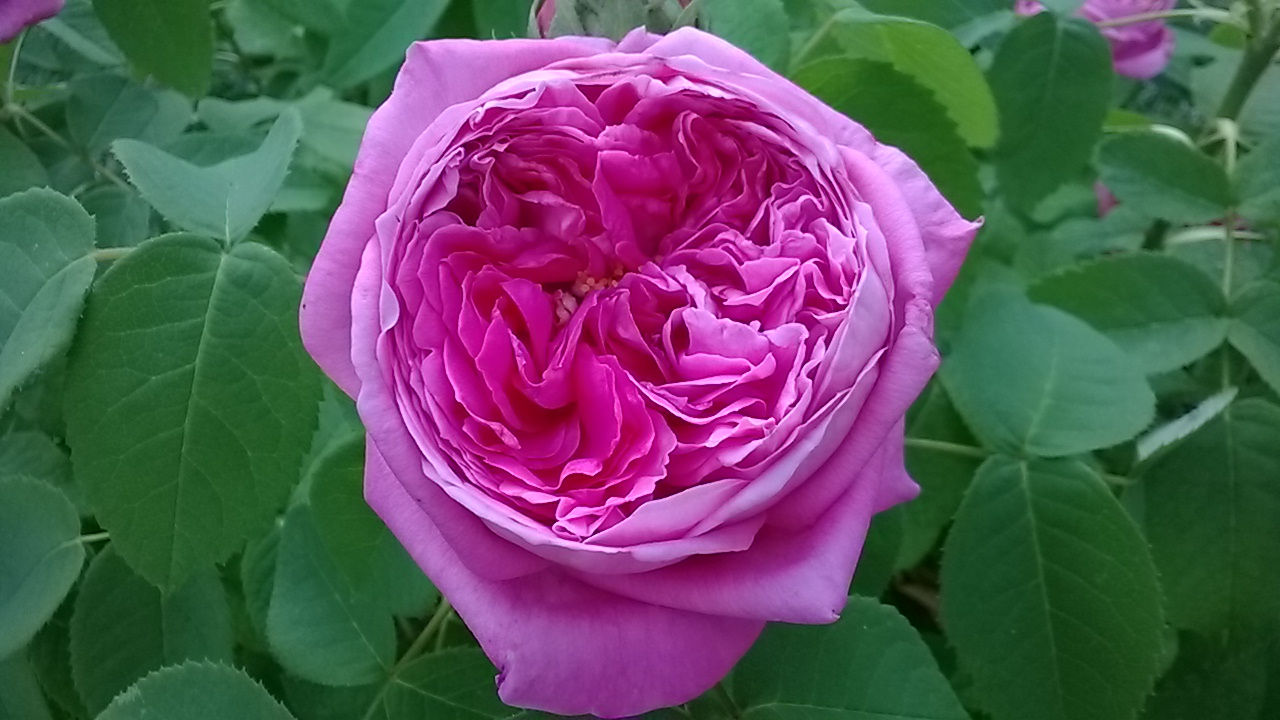
'Yolande d'Aragon', rose considérée comme son chef-d'œuvre.

Jean-Pierre Vibert, né à Paris le 31 janvier 1777 et mort le 27 janvier 1866 à Montfort-l'Amaury, est un rosiériste français.

## Biographie
Jean-Pierre Vibert est le fils de Robert Vibert et d'Aimée-Françoise, née Leiris .
Jeune homme, Vibert a servi dans l'armée de Napoléon dont il est un fervent admirateur. Dans son Essai sur les roses (Édition de 1826), et dans sa réponse à Pierre Boitard en page quinze, il précise avoir servi l'Empereur « avec honneur » pendant huit ans avant de quitter l'armée comme sergent aux voltigeurs  à la suite de ses blessures subies lors de la première campagne de Naples . Après ses faits d'armes, il se tourne vers le jardinage et devient propriétaire d'une quincaillerie rue du Four à Paris. Son magasin était près de chez André Dupont, horticulteur de l'impératrice Joséphine. Il s'intéresse alors à la création de roses. En 1805, Il épouse Adélaïde Charlotte Heu (1785-1816), fille de Marie-Madeleine Desramées et de Théodore Heu, dentellier à Versailles  et avec laquelle il a trois enfants : Aimée, Adélaïde et Théodore, futur associé d'Adolphe Goupil et père du peintre Jean-Georges Vibert.
En 1812, il vend son magasin de matériel. Peu de temps après, en 1813, il achète des terres à Chennevières-sur-Marne pour ouvrir une pépinière, où il hybride des roses, des arbres fruitiers et des vignes .
En 1815, le pionnier des rosiéristes Jacques-Louis Descemet (1761-1839) doit céder sa pépinière de Saint-Denis. En effet, il a de graves difficultés financières liées à l'occupation du nord de Paris par les troupes britanniques à la suite de la défaite de Waterloo. Vibert rachète alors la pépinière de Descemet avec ses dix mille plants et ses dossiers d'hybridation. Un mois plus tard, sa fille de 5 ans, Adélaïde, meurt et son épouse Adélaïde Charlotte meurt également quelques mois plus tard, le 17 janvier 1816.
Vibert a été l'un des fondateurs de la Société d'horticulture de Paris en 1827 (maintenant Société nationale d'horticulture de France).
Il déménage sa pépinière à Saint-Denis en janvier de cette année, en 1835 à Longjumeau au sud de Paris, et en 1839 au sud d'Angers.
En 1851, Jean-Pierre Vibert vend sa pépinière à Angers à son contremaître, M. Robert, qui en 1867 lui a consacré le cultivar 'Souvenir de Pierre Vibert'. Vibert se retire dans la région parisienne, où il publie des articles sur les roses et les raisins. Il meurt le 18 janvier 1866 à 88 ans.
Il a créé de nombreux cultivars, parmi lesquels se trouvent 'Adèle Heu' nommé d'après sa femme et 'Aimée Vibert' nommé d'après sa fille. Il s'est intéressé particulièrement aux roses tachetées et rayées. Ses hybrides couvrent toutes les classes de rosiers existantes à son époque, mais les roses galliques restent la classe à laquelle il se consacra le plus. Il a voyagé à travers l'Europe pour rendre visite à d'autres rosiéristes et distribuer de nouveaux hybrides en Europe et aux États-Unis. Ses nombreux articles sur l'hybridation des roses et leur culture ont également eu une grande importance sur le développement de la culture de la rose.

## Cultivars créés ou introduits par Jean-Pierre Vibert
On répertorie aujourd'hui 545 variétés de rose créées ou distribuées par Vibert  dont voici quelques exemples :
- 'Aimable Rouge' (1811),
- 'Armide' (1816),
- 'Adèle Heu' (1816),
- 'Blanche de Belgique' (1817),
- 'Petite Lisette' (1817),
- 'Duchesse de Berry' (1818),
- 'Diane de Poitiers' (1818)
- 'Jeanne d'Arc' (1818),
- 'Daphné' (1819),
- 'Fanny Bias' (1819),
- 'Minette' (1819),
- 'Agathe Fatime' (1820),
- 'Duc de Bordeaux' (1820),
- 'Duchesse d'Angoulême' (1821),
- 'Ipsilanté' (1821),
- 'Joséphine de Beauharnais' (1823),
- 'Amélia' (1823),
- 'Ombrée Parfaite' (1823),
- 'Mousseux Ancien' (1825),
- 'Pourpre' (1827),
- 'Aimée Vibert' (1828), rosier Noisette, encore nommé ‘Bouquet de mariée’, un rosier sans épines et aux boutons roses qui s'ouvrent en fleurs blanches tout l'été, qu'il a obtenu par l'hybridation de ‘Champney's Pink Cluster’ x un hybride de Rosa sempervirens.
- 'Camaïeux' (1830),
- 'Donna Marie' (1830),
- 'Zoé' (1830),
- 'Cramoisi Picoté' (1832),
- 'Hortense de Beauharnais'  (1834),
- 'Blanchefleur' (1835),
- 'Cuisse de Nymphe émue' (1835),
- 'Gloire des Rosomanes' (1835) [7],
- 'Quatre Saisons' (1836),
- 'Agar' (1836),
- 'D'Aguesseau' (1836),
- 'Invincible' (1836),
- 'Anaïs Ségalas' (1837),
- 'Alain Blanchard' (1839),
- 'Panachée Double' (1839),
- 'Œillet Flamand' (1840),
- 'Cosimo Ridolfi' (1842),
- 'Sappho' (1842),
- 'Yolande d'Aragon' (1843) est probablement son chef-d'œuvre, considérée par de nombreux amateurs comme le nec plus ultra de la rose ancienne, au coloris et au parfum exceptionnels.
- 'Comtesse de Murinais' (1843),
- 'De la Grifferaie' (1845),
- 'Ambroise Paré' (1846),
- 'Turenne' (1846),
- 'Blanc de Vibert' (1847),
- 'Joasine Hanet' (1847),
- 'Sidonie' (1847),
- 'Pélisson' (1848),
- 'Sœur Marthe' (1848),
- 'Béranger' (1849),
- 'Nathalie' (1849),
- 'La Ville de Bruxelles' (1849),
- 'Zaïre' (1849)
- 'Adèle Pavie' (1850)

## Quelques obtentions de Vibert

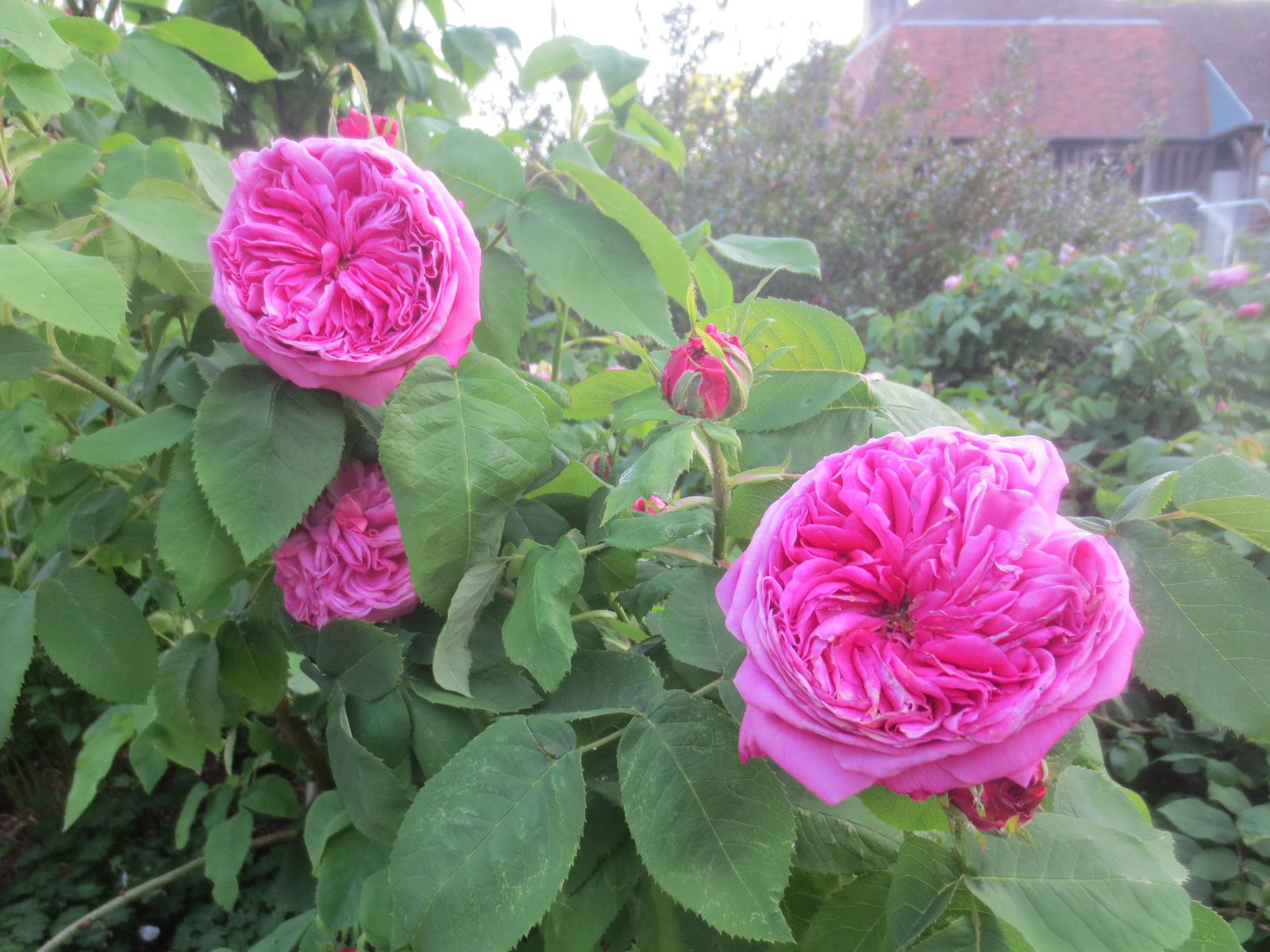
'Yolande d'Aragon' 1843, groupe: Damas, Hybride perpétuel, rose de Portland.
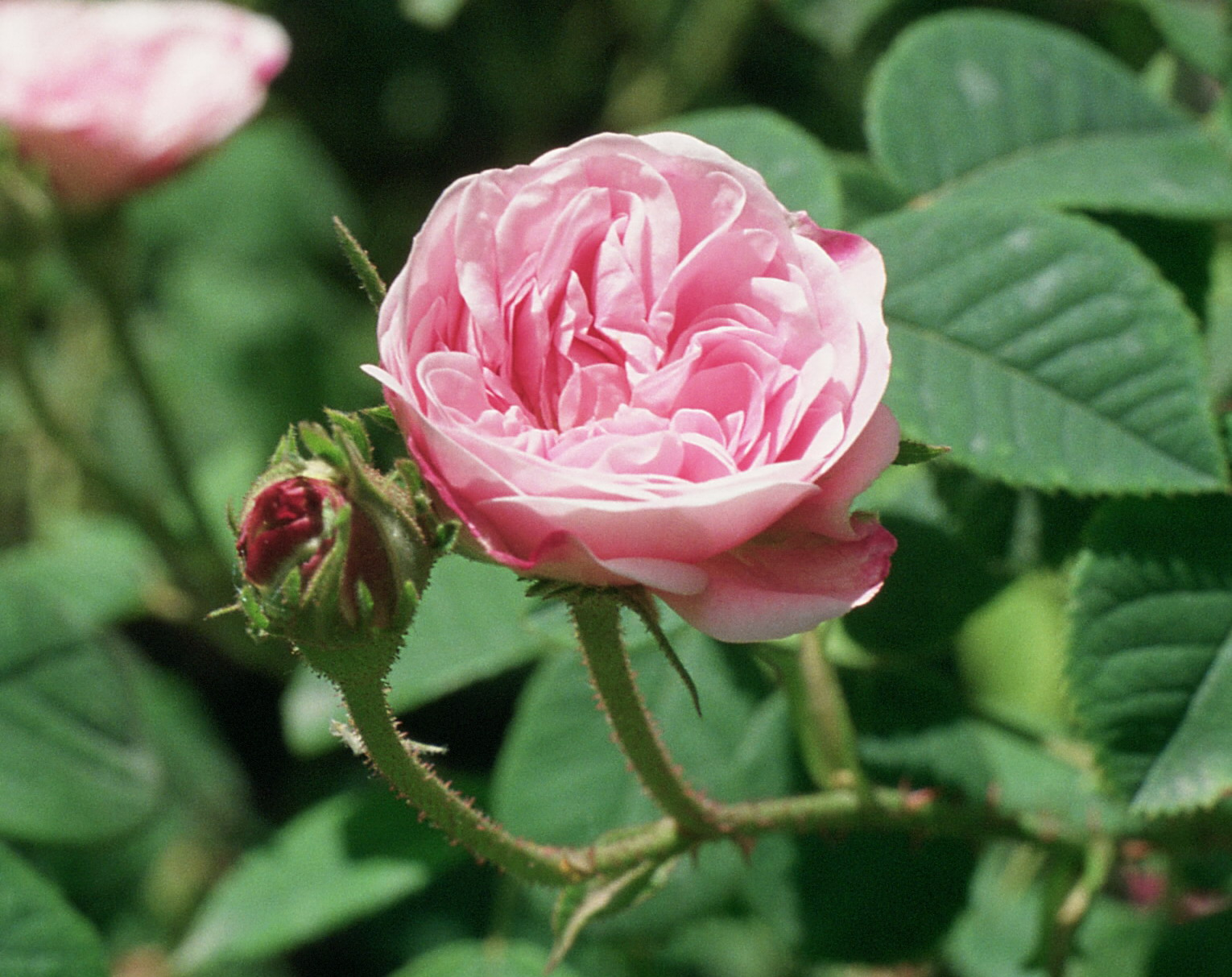
'Petite Lisette' 1817, groupe: Alba, Damas.
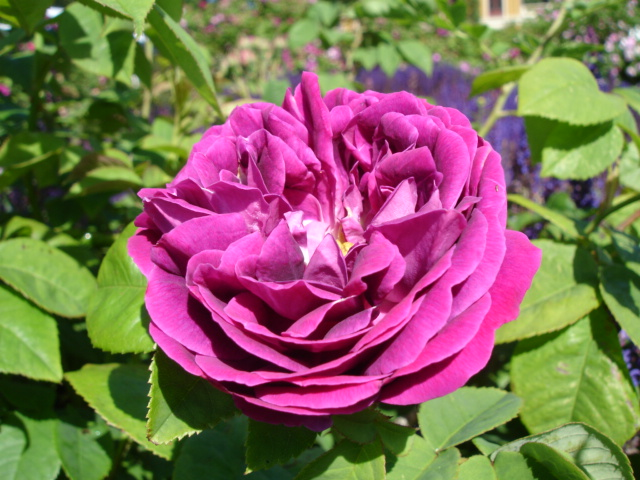
'Las Casas' 1828, groupe: Bourbon, Cl.
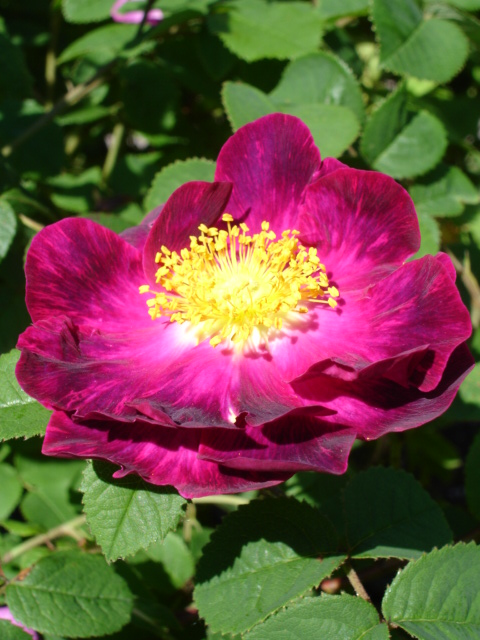
'Alain Blanchard' 1839, groupe: Hybride rose gallique, Centifolia Parentage Rosa centifolia L. × Rosa gallica L.
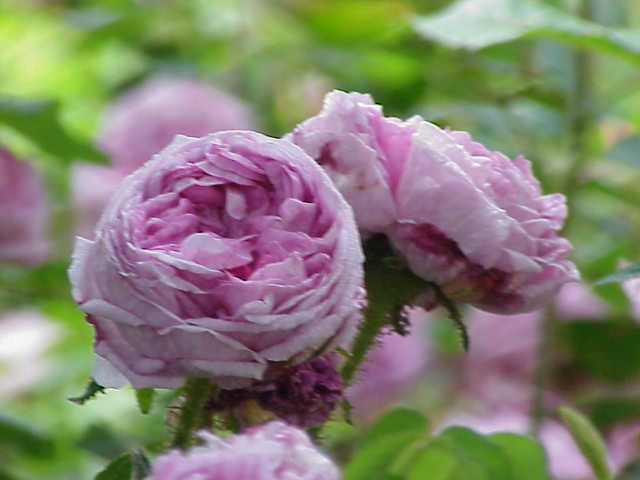
'Mousseux ancien' 1825, groupe: Musc
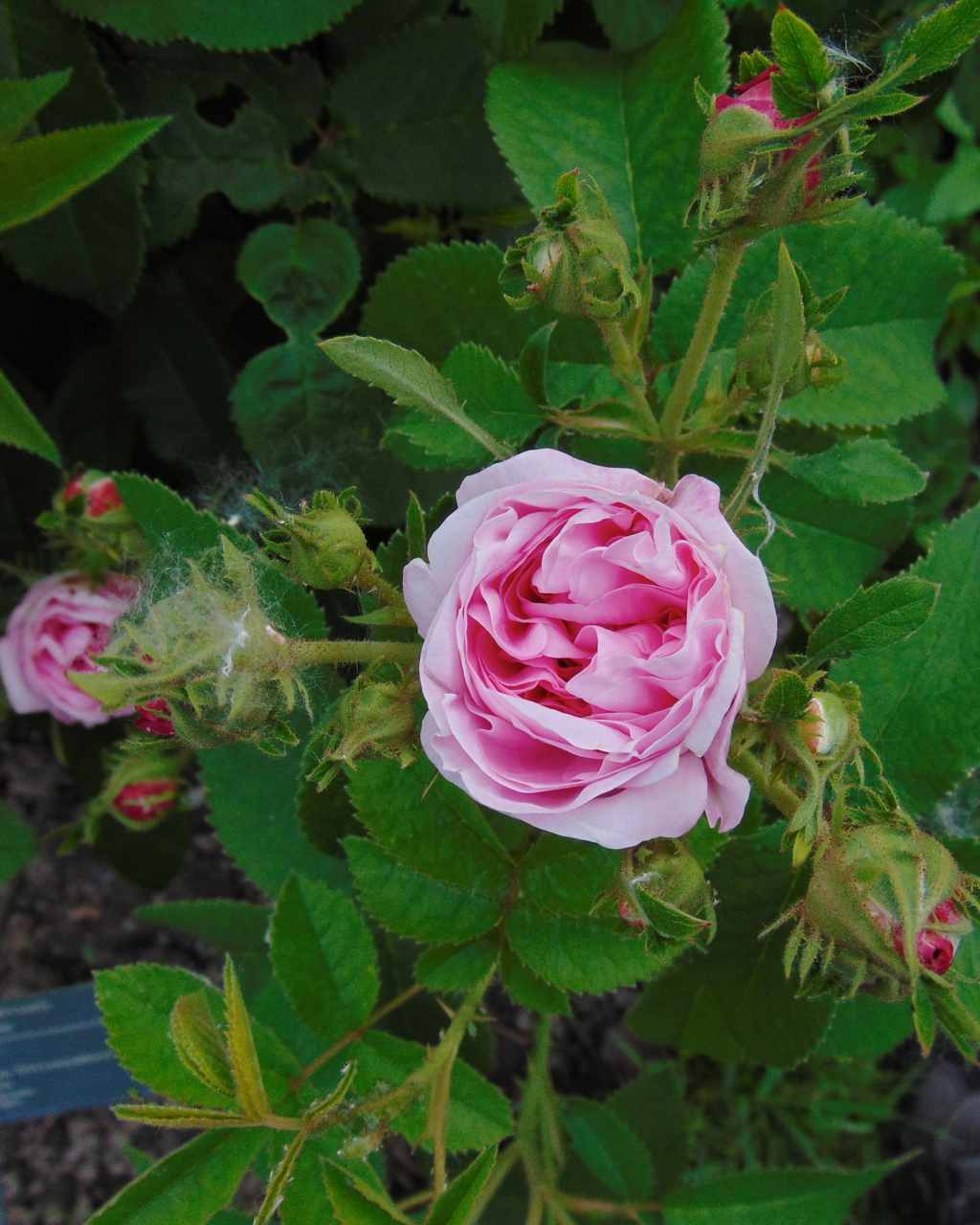
'La Ville de Bruxelles' 1837, groupe: Centifolia, rose de Damas.
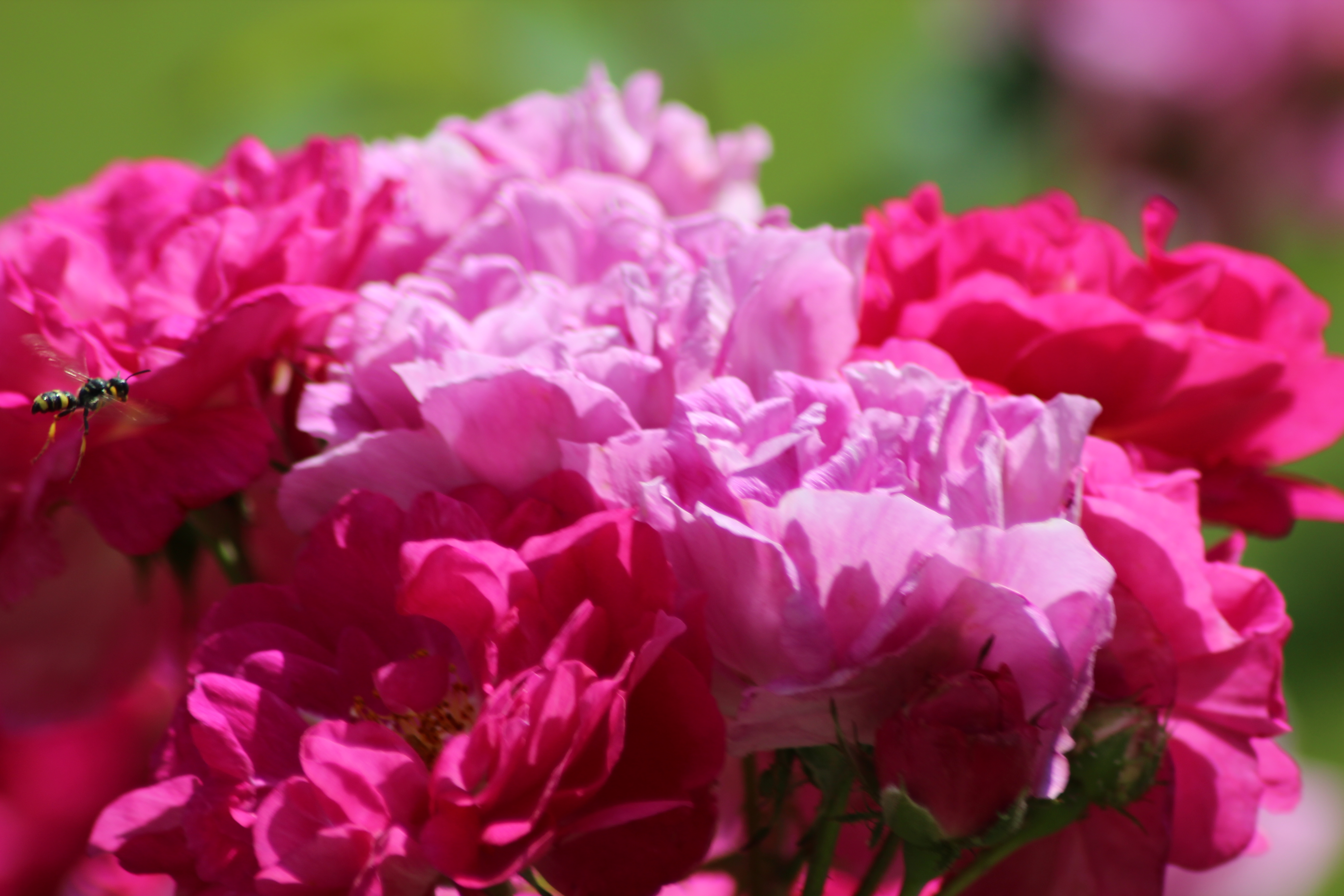
'De la Grifferaie' 1845, groupe: Hybride polyantha.
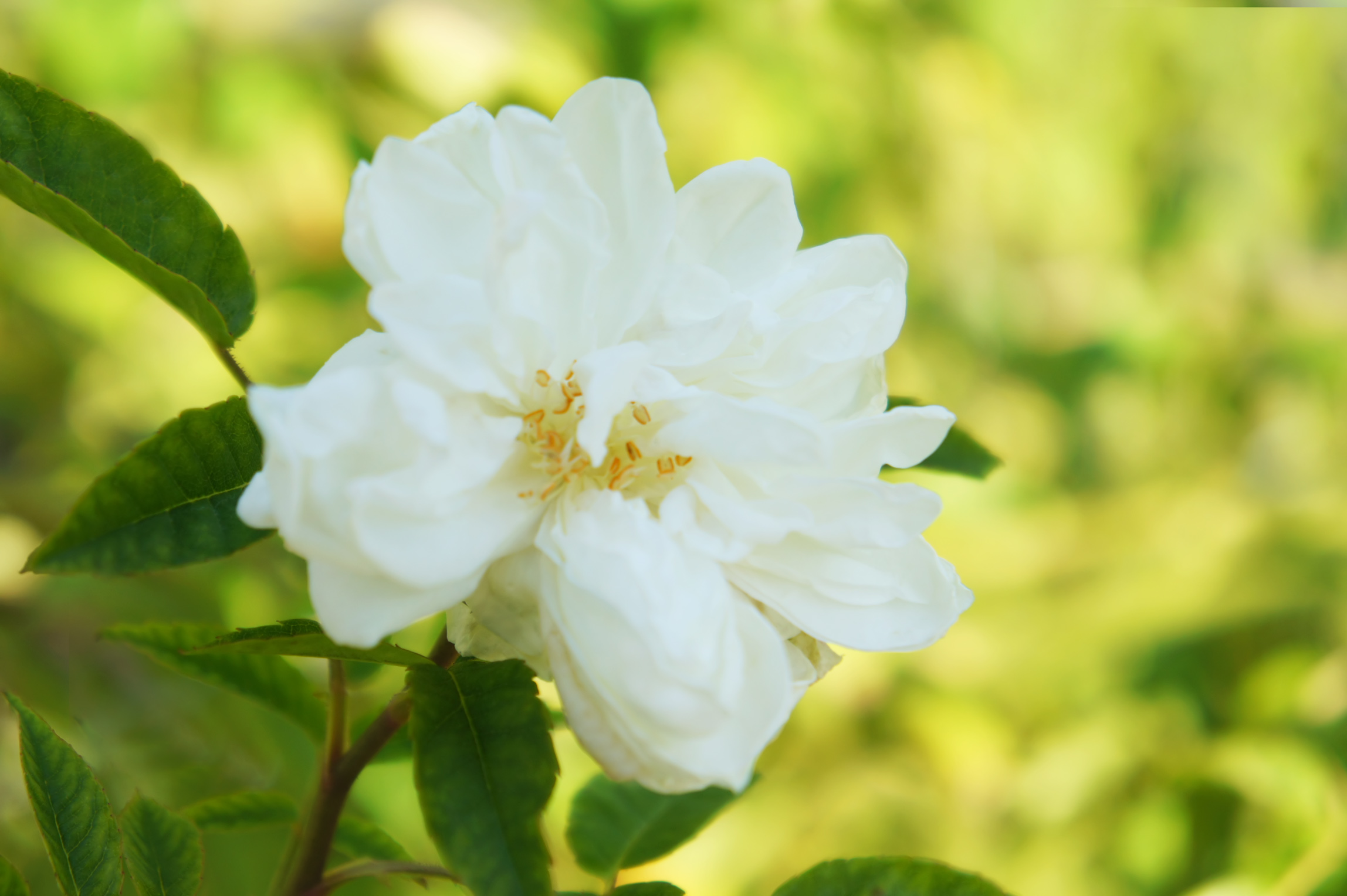
Aimée Vibert, 1828.
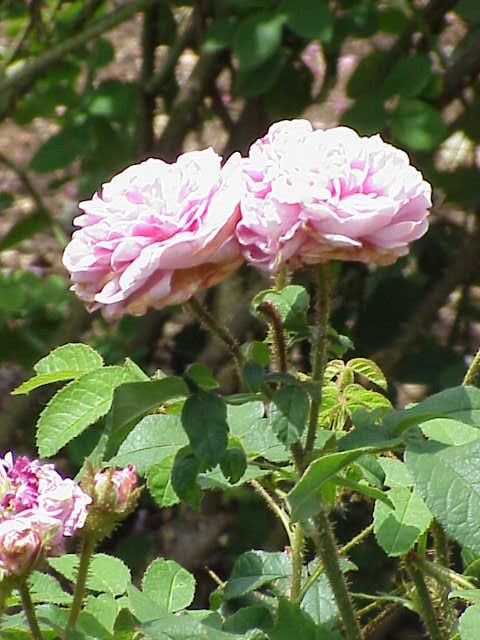
Sœur Marthe, 1848.

## Quelques publications
- Observations sur la nomenclature et le classement des roses, suivies du catalogue de celles cultivées par J.-P. Vibert à Chenevières-sur-Marne - Mme Huzard, imprimeur-librairie, Paris, 1832.
- Essai sur les roses. Des inconvénients de la greffe du rosier sur l´églantier et des modifications qu´elle nécessite -  Mme Huzard, Paris, éditions de 1824 et 1826.
- Observations sur la Rose "Triomphe de Valenciennes", in: La Revue horticole IV: 42-45, 3ª série, 1850, Paris.
- Des anomalies du rosier - In: J. de la Société impériale et centrale d´horticulture XI: 343-350 (1865), Paris, 1865.
- Catalogue des roses cultivées par J.-P. Vibert à Saint-Denis-sur-Seine - Mme Huzard, imprimeur-librairie, Paris, 1833.

## Confusion possible
- L'arrière petit-fils de Jean-Pierre Vibert s'appelle également Jean-Pierre Vibert, il est aussi rosiériste. On peut voir ses créations sur http://www.jeanpierrevibert.com/